# 細田 (葛飾区)
細田（ほそだ）は、東京都葛飾区の町名。現行行政町名は細田一丁目から五丁目。住居表示実施済み区域である。

## 地理
葛飾区東端部に位置する。北で高砂一・二・三・四丁目、北東で鎌倉一・二丁目、南で江戸川区西小岩三丁目、西で奥戸二・三・四・九丁目と隣接する。町域内では商業地と住宅地とが混在している。南西部を新中川が北西-南東に流れ、細田二丁目のみが新中川南岸に位置する。
なお、最寄駅は南小岩七丁目所在する東日本旅客鉄道（JR東日本）総武本線小岩駅、北小岩二丁目に所在する京成電鉄京成小岩駅、高砂二丁目に所在する京成電鉄及び北総鉄道京成高砂駅の三駅となっている。

### 地価
住宅地の地価は、2025年（令和7年）1月1日の公示地価によれば、細田5-6-12の地点で36万円/m2となっている。

## 歴史
1889年（明治22年）の町村制施行時点では南葛飾郡奥戸村に属し、大字細田および大字奥戸新田（一部）であった。奥戸村は1930年（昭和5年）に町制施行し、奥戸町大字細田および大字奥戸新田となる。2年後の1932年（昭和7年）には奥戸町が東京市に編入され葛飾区の一部となり、その際に大字細田は奥戸新田の一部を含め細田町となった。
細田町は1966年（昭和41年）から1972年（昭和47年）にかけて鎌倉町・高砂町・奥戸新町の一部とともに住居表示により現在の細田一-五丁目となった。このうち細田三・四丁目が1966年、一・二・五丁目が1972年に成立している。

### 地名の由来
慶長年間（1596年-1615年）に紀州熊野の細田某がこの地に来て開発したためとする説、細く区画された田圃が多いことからとする説がある。

## 世帯数と人口
2023年（令和5年）1月1日現在（東京都発表）の世帯数と人口は以下の通りである。
| 丁目       | 世帯数    | 人口     |
| ---------- | --------- | -------- |
| 細田一丁目 | 958世帯   | 1,994人  |
| 細田二丁目 | 156世帯   | 391人    |
| 細田三丁目 | 1,418世帯 | 3,181人  |
| 細田四丁目 | 1,785世帯 | 3,677人  |
| 細田五丁目 | 1,283世帯 | 2,287人  |
| 計         | 5,600世帯 | 11,530人 |

### 人口の変遷
国勢調査による人口の推移。
| 年                 | 人口   |
| ------------------ | ------ |
| 1995年（平成7年）  | 10,158 |
| 2000年（平成12年） | 10,087 |
| 2005年（平成17年） | 10,347 |
| 2010年（平成22年） | 10,697 |
| 2015年（平成27年） | 10,753 |
| 2020年（令和2年）  | 11,073 |

### 世帯数の変遷
国勢調査による世帯数の推移。
| 年                 | 世帯数 |
| ------------------ | ------ |
| 1995年（平成7年）  | 3,807  |
| 2000年（平成12年） | 3,998  |
| 2005年（平成17年） | 4,118  |
| 2010年（平成22年） | 4,438  |
| 2015年（平成27年） | 4,560  |
| 2020年（令和2年）  | 4,874  |

## 学区
区立小・中学校に通う場合、学区は以下の通りとなる（2021年4月時点）。
| 丁目       | 番地                     | 小学校             | 中学校             |
| ---------- | ------------------------ | ------------------ | ------------------ |
| 細田一丁目 | 全域                     | 葛飾区立細田小学校 | 葛飾区立奥戸中学校 |
| 細田二丁目 | 全域                     | 葛飾区立奥戸小学校 | 葛飾区立奥戸中学校 |
| 細田三丁目 | 1～8番 23～29番          | 葛飾区立細田小学校 | 葛飾区立奥戸中学校 |
| 細田三丁目 | 9〜22番 30〜38番         | 葛飾区立細田小学校 | 葛飾区立高砂中学校 |
| 細田四丁目 | 4～20番 28～39番         | 葛飾区立細田小学校 | 葛飾区立高砂中学校 |
| 細田四丁目 | 1〜3番 21〜27番 40〜42番 | 葛飾区立細田小学校 | 葛飾区立奥戸中学校 |
| 細田五丁目 | 全域                     | 葛飾区立細田小学校 | 葛飾区立奥戸中学校 |

## 事業所
2021年（令和3年）現在の経済センサス調査による事業所数と従業員数は以下の通りである。
| 丁目       | 事業所数  | 従業員数 |
| ---------- | --------- | -------- |
| 細田一丁目 | 66事業所  | 483人    |
| 細田二丁目 | 6事業所   | 53人     |
| 細田三丁目 | 69事業所  | 535人    |
| 細田四丁目 | 108事業所 | 831人    |
| 細田五丁目 | 76事業所  | 801人    |
| 計         | 325事業所 | 2,703人  |

### 事業者数の変遷
経済センサスによる事業所数の推移。
| 年                 | 事業者数 |
| ------------------ | -------- |
| 2016年（平成28年） | 318      |
| 2021年（令和3年）  | 325      |

### 従業員数の変遷
経済センサスによる従業員数の推移。
| 年                 | 従業員数 |
| ------------------ | -------- |
| 2016年（平成28年） | 2,217    |
| 2021年（令和3年）  | 2,703    |

## 交通

### 鉄道
町域内には新金貨物線の線路が町域西部を南北に縦貫しているものの、鉄道駅はない。江戸川区南小岩のJR東日本総武本線小岩駅、江戸川区北小岩の京成電鉄本線・京成小岩駅、高砂の京成本線・京成金町線・北総鉄道北総線京成高砂駅が利用できる。

### 路線バス
- 京成タウンバス
  - 小54系統
  - 細02系統
  - 新金01系統

### 道路・橋梁
- せせらぎ通り
- 細田橋（新中川。細田三丁目-細田二丁目）
- 三和橋（新中川。細田三丁目・奥戸九丁目-細田二丁目・奥戸八丁目）

## 施設・寺社
- 葛飾区立奥戸中学校（細田一丁目）
- 葛飾区立細田小学校（細田三丁目）
- 葛飾細田郵便局（細田三丁目）
- 東覚寺（細田三丁目）
- 宗念寺（細田四丁目）
- 細田神社（細田三丁目）

## その他

### 日本郵便
- 郵便番号 : 124-0021[4]（集配局 : 葛飾郵便局[18]）。